# MERLIN
MERLIN (від англ. Multi-Element Radio Linked Interferometer Network, багатоелементна радіо-пов'язана інтерферометрична мережа) — інтерферометрична мережа радіотелескопів, розташованих по всій Англії і керованих Обсерваторією Джодрелл-Бенк. Масив складається з семи радіотелескопів з найдовшою базовою лінією між ними 217 км, включаючи Лавеллівський телескоп і Марк II в Джодрелл-Бенк, Кембридж, Деффорд у Вустерширі, Нокін у Шропширі та Дарнголл і Пікмір у Чеширі. MERLIN може працювати на частотах між 151 МГц і 24 ГГц. На довжині хвилі 6 см (5 ГГц), MERLIN має роздільну здатність 40 мілісекунд, що можна порівняти з роздільною здатністю космічного телескопа Габбл на оптичних довжинах хвиль. Деякі з телескопів MERLIN час від часу використовуються для радіоінтерферометрії з наддовгою базою, зокрема в межах Європейської РНДБ-мережі.

## Історія

### MTLRI

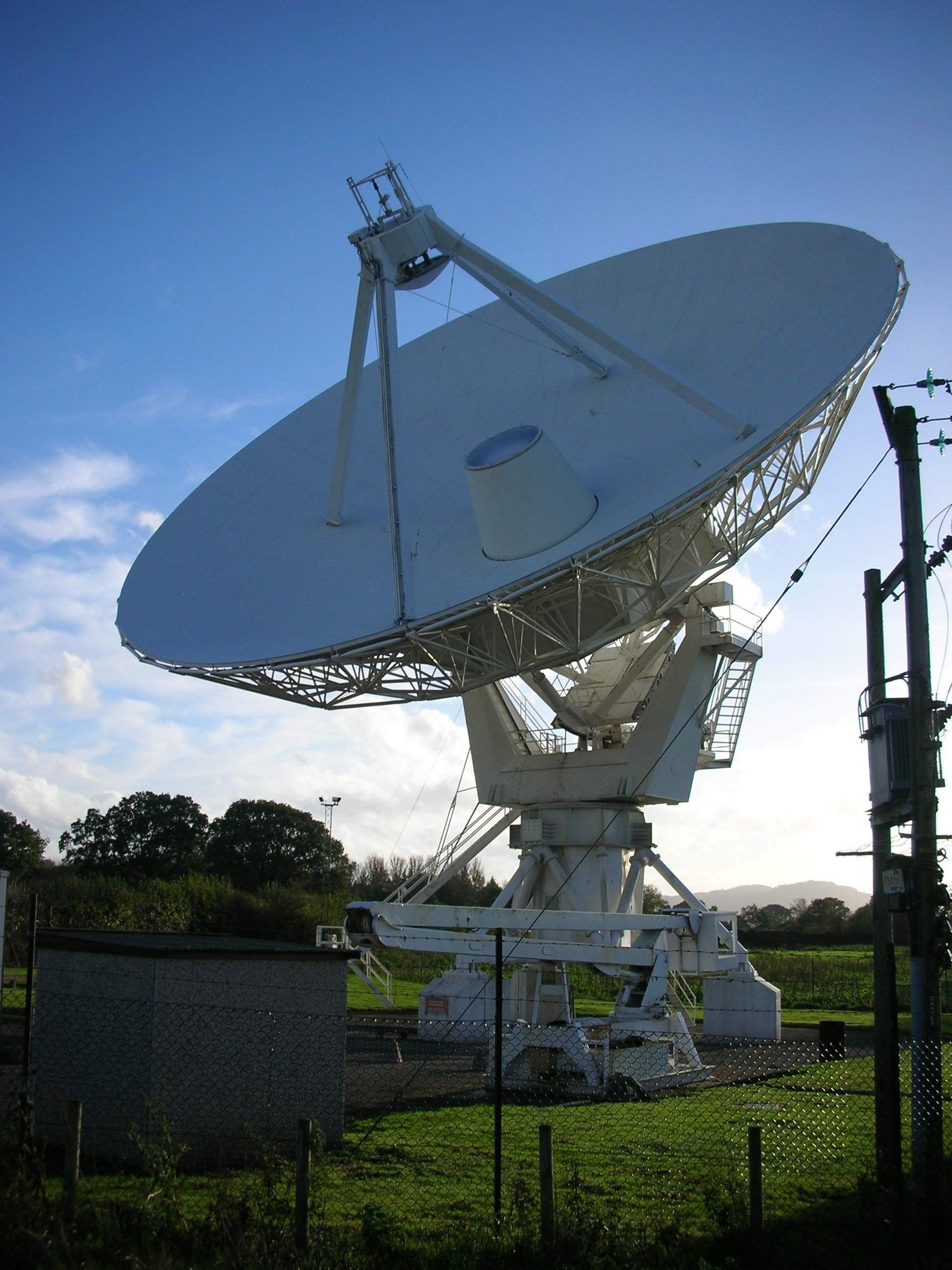
Радіотелескоп у Нокіні

У 1973 році Генрі Проктор Палмер запропонував розширити інтерферометричну мережу, яка на той час вже працювала в Джодрелл-Бенк, що поклало початок плануванню масиву телескопів. Будівництво розпочато в 1975 році. Спочатку система офіційно називалася MTRLI (Multi-Telescope Radio Linked Interferometer, багатотелескопічний радіозв'язаний інтерферометр), але зазвичай її називали легшою назвою MERLIN. Початково система складалась з 76-метрового телескопа Ловелла або 25-метрового Марк II в Джодрелл-Бенк, 25-метрового Марк III у Вордлі, 26-метрового телескопа в Деффорді та нового телескопа у Нокіні. Цей новий телескоп був створений на основі дизайну телескопів у Дуже великому масиві та виготовлений компанією E-Systems, який також будувала Дуже великий Масив.
Будівництво нового телескопа, встановлення мікрохвильових каналів зв'язку та будівництво корелятора були спільно названі «фазою 1» проєкту MERLIN. Фінансування цієї фази було затверджено 30 травня 1975 року. Будівництво нового телескопа почалося 9 липня 1976 року і було завершено до 8 жовтня 1976 року. Вперше телескопом дистанційно керували з Джодрелл-Бенка в січні 1977 року. Мікрохвильові лінії були встановлені в травні 1978 року. Перші спостереження за допомогою системи — вимірювання 30 віддалених радіоджерел — були проведені в січні та лютому 1980 року. Остаточна вартість першої фази системи склала 2 179 000 фунтів за курсом 1976 року.
Ще два телескопи були додані до мережі на фазі 2 проєкту. Хоча спочатку пропонувалося, що один з телескопів буде розміщено в Джодрелл-Бенк, а інший — у Дарнголлі, зрештою телескопи були розміщені в Пікмірі (також відомому як Таблі) і Дарнхоллі. Два телескопи були такими ж, як і в Нокіні. Будівництво обох телескопів почалося 9 квітня 1979 року і було завершено до 31 жовтня 1979 року. Телескоп в Пікмірі був підключений до MTRLI 20 липня 1980 року, а телескоп в Дарнхоллі — 16 грудня 1980 року. Другий етап був офіційно завершений 31 грудня 1981 року і коштував 3 142 210 фунтів.
Найдовша базова лінія MTRLI становила 134 км, простягаючись між Пікміром і Деффордом. Перша карта, створена радіоінтерферометром, була опублікована 6 листопада 1980 року. У перші 2 роки роботи (1980—1982) решітка використовувалася для спостережень на частотах 408 МГц (з роздільною здатністю 1 кутова секунда), 1666 МГц (0,25 секунди) і 5 ГГц (0,08 секунда).
Коли в 1987 році телескопу Марк II замінили поверхню, його стало можливим використовувати на частоті 22 ГГц разом із трьома телескопами E-systems, підсиливши MTRLI на цій частоті. Одна з 18-метрових параболічних антен Одномильного телескопу тимчасово використовувалася в MTRLI з 1987 року до осені 1990 року, що значно покращювало роздільну здатність інтерферометра.

### MERLIN

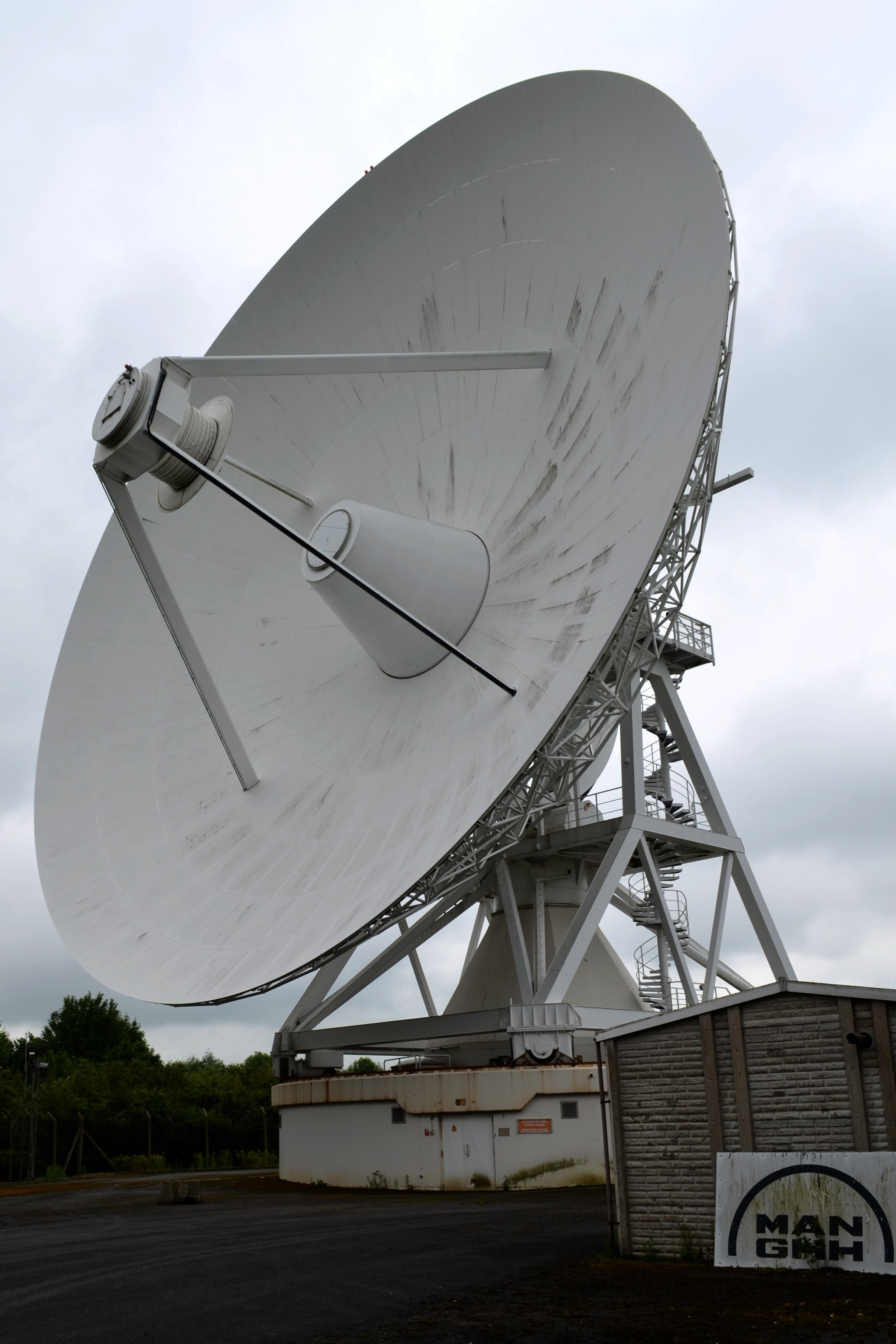
Кембриджська антена в червні 2014 року

На початку 1990-х років MTRLI перейменовали на MERLIN, а в 1991 році до нього додали спеціально побудовану 32-метрову Кембриджську антена, яка збільшила як чутливість, так і роздільну здатність решітки. Радіоінтерферометр також отримав новий корелятор і нові охолоджувані приймачі, а деякі мікрохвильові зв'язки між телескопами були вдосконалені, щоб решітка могла спостерігати обидва напрямки поляризації.
З 1996 року на кожному з телескопів E-systems і на телескопі Марк II були встановлені каруселі з різними приймачами (така система тоді вже працювала на Кембриджському телескопі), забезпечуючи гнучкість частоти. У 1997 і 1998 роках масив вперше провів двочастотні спостереження (5 і 22 ГГц).
На початку 2000-х років планувалось побудувати новий телескоп в Ірландії й додати його до масиву.
| Оригінальні телескопи MTRLI | Оригінальні телескопи MTRLI                                                    |
| Назва                       | Координати                                                                     |
| --------------------------- | ------------------------------------------------------------------------------ |
| Лавеллівський телескоп      | 53°14′10.50″ пн. ш. 02°18′25.74″ зх. д. / 53.2362500° пн. ш. 2.3071500° зх. д. |
| Марк II                     | 53°13′51.62″ пн. ш. 02°18′34.16″ зх. д. / 53.2310056° пн. ш. 2.3094889° зх. д. |
| Марк III                    | 53°06′09.16″ пн. ш. 02°31′15.63″ зх. д. / 53.1025444° пн. ш. 2.5210083° зх. д. |
| Деффорд                     | 52°05′27.61″ пн. ш. 02°08′09.62″ зх. д. / 52.0910028° пн. ш. 2.1360056° зх. д. |
| Нокін                       | 52°47′23.9″ пн. ш. 02°59′44.9″ зх. д. / 52.789972° пн. ш. 2.995806° зх. д.     |
| Пікмір                      | 53°17′18.4″ пн. ш. 02°26′38.4″ зх. д. / 53.288444° пн. ш. 2.444000° зх. д.     |
| Дарнгол                     | 53°09′21.6″ пн. ш. 02°32′03.3″ зх. д. / 53.156000° пн. ш. 2.534250° зх. д.     |

| Сучасні телескопи MERLIN | Сучасні телескопи MERLIN                                                       |
| Назва                    | Координати                                                                     |
| ------------------------ | ------------------------------------------------------------------------------ |
| Лавеллівський телескоп   | 53°14′10.50″ пн. ш. 02°18′25.74″ зх. д. / 53.2362500° пн. ш. 2.3071500° зх. д. |
| Марк II                  | 53°13′51.62″ пн. ш. 02°18′34.16″ зх. д. / 53.2310056° пн. ш. 2.3094889° зх. д. |
| Деффорд                  | 52°05′27.61″ пн. ш. 02°08′09.62″ зх. д. / 52.0910028° пн. ш. 2.1360056° зх. д. |
| Нокін                    | 52°47′23.9″ пн. ш. 02°59′44.9″ зх. д. / 52.789972° пн. ш. 2.995806° зх. д.     |
| Пікмір                   | 53°17′18.4″ пн. ш. 02°26′38.4″ зх. д. / 53.288444° пн. ш. 2.444000° зх. д.     |
| Дарнгол                  | 53°09′21.6″ пн. ш. 02°32′03.3″ зх. д. / 53.156000° пн. ш. 2.534250° зх. д.     |
| Кембридж                 | 52°10′1.2″ пн. ш. 0°2′13.4″ сх. д. / 52.167000° пн. ш. 0.037056° сх. д.        |
| Гунгіллі                 | 50°02′53″ пн. ш. 05°10′55″ зх. д. / 50.04806° пн. ш. 5.18194° зх. д.           |

### e-MERLIN
MERLIN використовував мікрохвильові канали для передачі астрономічних даних із віддалених станцій. Ці канали мали обмежену пропускну здатність, тому багато даних доводилося відкидати. Для підвищення чутливості телескопа канали замінили на волоконно-оптичні з пропускною здатністю 4 ГГц, що значно перевищувало попереднє значення 30 МГц і збільшувало чутливість решітки приблизно в 30 разів. Старий корелятор вже не міг справлятися з таким об'ємом даних, і було створено новий корелятор, здатний обробляти понад 200 Гбіт/с.
Іншим важливим вдосконаленням стала гнучкість частоти — можливість змінювати смугу спостереження всього масиву за лічені хвилини за допомогою обертових каруселей приймачів. Деякі телескопи в групі вже мали таку можливість, тоді як решта щоразу потребувала візиту інженера й заміни приймача. Це дало можливість радіоінтерферометру швидко перемикатися між 1,4, 5, 6 і 22 ГГц.
Робота над цим оновленням радіоінтерферометра, званим e-MERLIN, почалася в травні 2004 року і була завершена в 2009 році.
В 2008 році радіоінтерферометр опинився під загрозою, бо Науковий комітет з фізики елементарних частинок, астрономії та ядерної фізики відніс його до проєктів «нижчого пріоритету». Після повторних консультацій пріоритет проєкту переглянули в бік суттєвого збільшення, і роботу e-MERLIN продовжили.

## Наукові результати
Серед інших речей MERLIN використовувався для спостережень галактики з сильним радіовипромінюванням (наприклад, Messier 87), квазарів (наприклад, 3C 418), спектральних ліній гідроксилу (ОН) у хмарах міжзоряного газу.
Телескоп також можна використовувати для високоточної астрометрії. У 1998 році MERLIN спільно з космічним телескопом Габбл виявив перше кільце Ейнштейна. Телескоп також використовувався в поєднанні з VLA для дослідження слабкого гравітаційного лінзування.